# Circuito de control
Un circuito de control es el componente fundamental de los sistemas de control industrial. Se refiere a todos los componentes físicos y funciones de control necesarios para ajustar automáticamente el valor de una variable de proceso medida (PV) para igualar el valor de un punto de ajuste deseado (SP). Incluye el sensor de proceso, la función del controlador y el elemento de control final (FCE) que se requieren para el control automático. 

## Aplicación

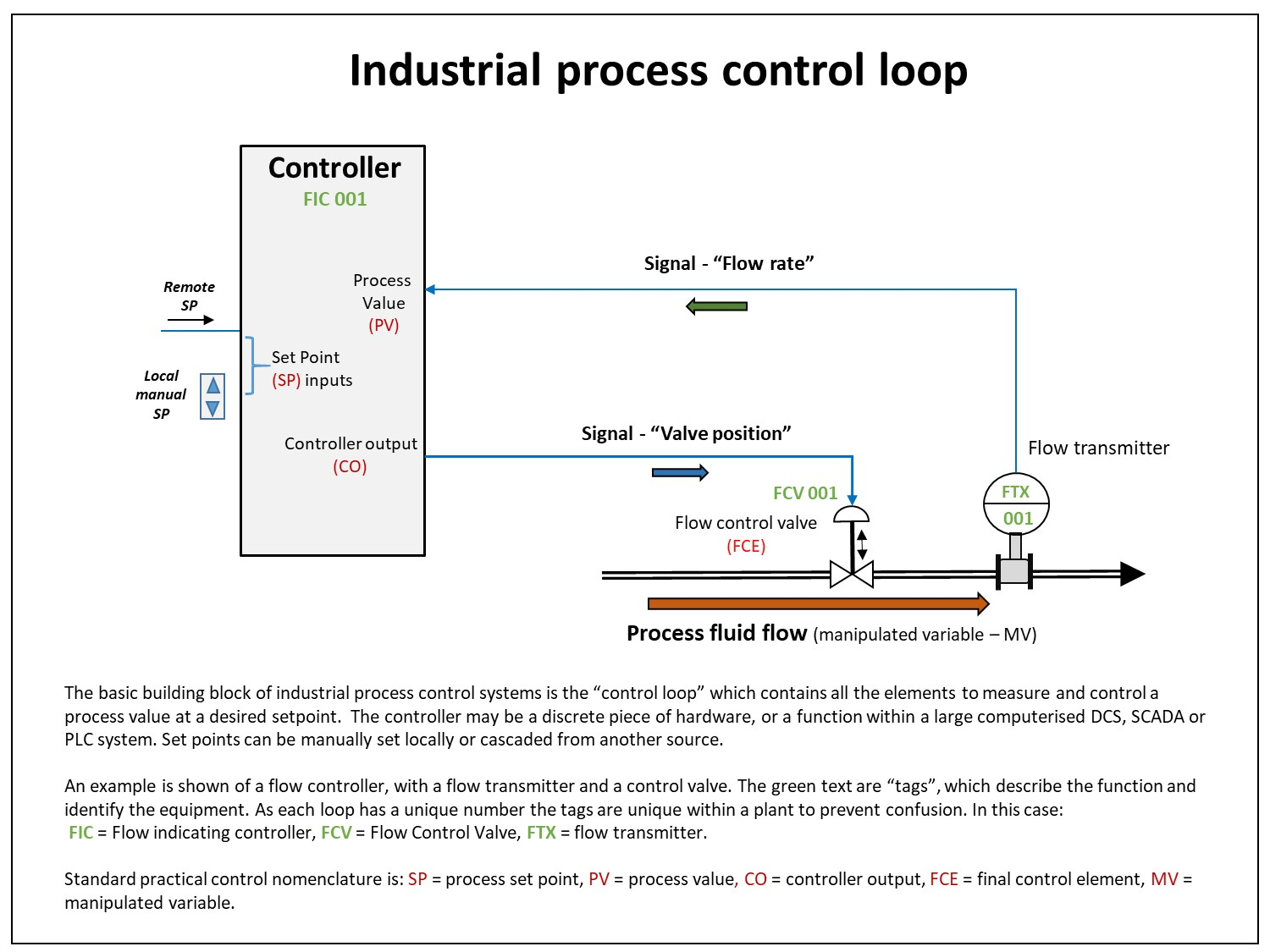
Ejemplo de un solo circuito de control industrial; Mostrando control de flujo de proceso continuamente modulado.

El diagrama adjunto muestra un bucle de control con una sola entrada PV, una función de control y la salida de control (CO) que modula la acción del elemento de control final (FCE) para alterar el valor de la variable manipulada (MV). En este ejemplo, se muestra un bucle de control de flujo, pero puede ser el nivel, la temperatura o cualquiera de los muchos parámetros del proceso que deben controlarse. La función de control que se muestra es un "tipo intermedio", como un controlador PID, lo que significa que puede generar un rango completo de señales de salida en cualquier lugar entre 0 y 100%, en lugar de solo una señal de encendido/apagado.
En este ejemplo, el valor del PV es siempre el mismo que el MV, ya que están en serie en la tubería. Sin embargo, si la alimentación de la válvula era a un tanque, y la función del controlador era controlar el nivel utilizando la válvula de llenado, el PV sería el nivel del tanque y el MV sería el flujo al tanque. 
La función del controlador puede ser un controlador discreto, o un bloque de funciones en un sistema de control computarizado, como un sistema de control distribuido o un controlador lógico programable. En todos los casos, un diagrama de bucle de control es una forma muy conveniente y útil de representar la función de control y su interacción con la planta. En la práctica, a nivel de control de proceso, los bucles de control normalmente se abrevian utilizando símbolos estándar en un diagrama de tubería e instrumentación, que muestra todos los elementos de la medición y el control del proceso basados en un diagrama de flujo de proceso.
A un nivel detallado, el diagrama de conexión del lazo de control se crea para mostrar las conexiones eléctricas y neumáticas. Esto facilita enormemente el diagnóstico y la reparación, ya que todas las conexiones para una sola función de control están en un diagrama. 

## Etiquetado de equipos de control y bucle
Para ayudar a la identificación única del equipo, cada bucle y sus elementos se identifican mediante un sistema de "etiquetado" y cada elemento tiene una identificación de etiqueta única.
Según las normas ANSI/ISA S5.1 e ISO 14617-6, las identificaciones constan de hasta 5 letras. 
La primera letra de identificación es para el valor medido, la segunda es un modificador, la tercera indica la función pasiva / de lectura, la cuarta - función activa / salida, y la quinta es el modificador de la función. A esto le sigue el número de bucle, que es exclusivo de ese bucle. 
Por ejemplo, FIC045 significa que es el controlador indicador de flujo en el circuito de control 045. Esto también se conoce como el identificador de "etiqueta" del dispositivo de campo, que normalmente se asigna a la ubicación y función del instrumento. El mismo bucle puede tener FT045, que es el transmisor de flujo en el mismo bucle. 
| Letra | Columna 1 Valor medido                                                     | Columna 2 Modificador    | Columna 3 Lectura / función pasiva      | Columna 4 Salida/función activa                                   | Columna 5 modificador de funciones |
| A     | Análisis                                                                   |                          | Alarma                                  |                                                                   |                                    |
| B     | Quemador de combustión                                                     |                          | Elección del usuario                    | Elección del usuario                                              | Elección del usuario               |
| C     | Elección del usuario - generalmente conductividad                          |                          |                                         | Controlar                                                         | Cerrar                             |
| D     | Elección del usuario - generalmente densidad                               | Diferencia               |                                         |                                                                   | Desviación                         |
| E     | Voltaje                                                                    |                          | Sensor                                  |                                                                   |                                    |
| F     | Tasa de flujo                                                              | Proporción               |                                         |                                                                   |                                    |
| G     | Elección del usuario (usualmente gaging / gauging)                         | Gas                      | Vidrio / calibre / visualización        |                                                                   |                                    |
| H     | Mano                                                                       |                          |                                         |                                                                   | Alto                               |
| I     | Corriente                                                                  |                          | Indicar                                 |                                                                   |                                    |
| J     | Poder                                                                      | Escanear                 |                                         |                                                                   |                                    |
| K     | Tiempo, horario                                                            | Tasa de tiempo de cambio |                                         | Estación de control                                               |                                    |
| L     | Nivel                                                                      |                          | Ligero                                  |                                                                   | Bajo                               |
| M     | Elección del usuario                                                       |                          |                                         |                                                                   | Medio / intermedio                 |
| N     | Elección del usuario (generalmente torque)                                 |                          | Elección del usuario                    | Elección del usuario                                              | Elección del usuario               |
| O     | Elección del usuario                                                       |                          | Orificio                                |                                                                   | Abierto                            |
| P     | Presión                                                                    |                          | Conexión de punto / prueba              |                                                                   |                                    |
| Q     | Cantidad                                                                   | Totalizar / integrar     | Totalizar / integrar                    |                                                                   |                                    |
| R     | Radiación                                                                  |                          | Grabar                                  |                                                                   | correr                             |
| S     | Velocidad, frecuencia                                                      |                          |                                         | Cambiar                                                           | Detener                            |
| T     | Temperatura                                                                |                          |                                         | Transmitir                                                        |                                    |
| U     | Multivariable                                                              |                          | Multifuncional                          | Multifuncional                                                    |                                    |
| V     | Vibración, análisis mecánico.                                              |                          |                                         | Válvula o amortiguador                                            |                                    |
| W     | Peso fuerza                                                                |                          | Bien o sonda                            |                                                                   |                                    |
| X     | Elección del usuario - generalmente válvula de encendido / apagado como XV | Eje x                    | Dispositivos accesorios, sin clasificar | Sin clasificar                                                    | Sin clasificar                     |
| Y     | Evento, estado, presencia                                                  | Eje Y                    |                                         | Dispositivos auxiliares                                           |                                    |
| Z     | Posición, dimensión                                                        | Eje Z o Seguridad        |                                         | Actuador, controlador o elemento de control final sin clasificar. |                                    |

Para la designación de referencia de cualquier equipo en sistemas industriales, la norma IEC 61346 ( Sistemas, instalaciones y equipos industriales y productos industriales - Principios de estructuración y referencia).